# Chris H. Greene
Chris H. Greene (* 1. August 1954 in Lincoln (Nebraska)) ist ein US-amerikanischer Physiker.
Greene erhielt 1976 den BS an der University of Nebraska und 1977 den MS und 1980 den PhD jeweils an der University of Chicago. Er wechselte als Research Associate dann von 1980 bis 1981 an die Stanford University. Bis 1988 war Greene Assistenzprofessor und Professor für Physik an der Louisiana State University. Von 1989 bis 2012 war Greene an der University of Colorado und seit 2012 als Distinguished Professor of Physics an der Purdue University.
Die Forschungsgebiete von Greene sind theoretische Untersuchungen zur Atomphysik, Molekularphysik und optischen Physik in ultrakalten Gasen.

## Auszeichnungen
- 1983 Sloan Research Fellowship
- 1989 Fellow der American Physical Society
- 1991 I. I. Rabi Prize
- 2010 Davisson-Germer-Preis[2]
- 2013 Hamburger Preis für Theoretische Physik
- 2019 Mitglied der National Academy of Sciences